# جوان ميتشيل (ممثلة)
جوان ميتشيل (بالإنجليزية: Joanne Mitchell)‏ هي ممثلة بريطانية، ولدت في 24 أغسطس 1988 في لندن في المملكة المتحدة.

## وصلات خارجية
- جوان ميتشيل على موقع IMDb (الإنجليزية)
- جوان ميتشيل على موقع قاعدة بيانات الفيلم (الإنجليزية)